# Lavilledieu
Ne doit pas être confondu avec La Villedieu-en-Fontenette.
Lavilledieu est une commune française située dans le département de l'Ardèche en région Auvergne-Rhône-Alpes.

## Géographie

### Situation et description
Lavilledieu est située dans le canton de Villeneuve-de-Berg. Proche de la vallée du Rhône, c'est une des nombreuses localités traversées par la route nationale 102, axe routier au trafic important qui relie Montélimar au Puy-en-Velay. Lavilledieu possède une zone d'activités nommée « Les Persèdes », qui regroupe de nombreuses entreprises, entre autres la centrale de traitement des déchets et le centre de tri (SIDOMSA) de la région d'Aubenas. Depuis fin 2013, la commune accueille également un crématorium, le second implanté en Ardèche ; le premier est à Bourg-Saint-Andéol.
Ces distances kilométriques séparent Lavilledieu des villes suivantes :
- Aubenas : 10 km
- Vallon-Pont-d'Arc : 24 km
- Montélimar : 31 km
- Privas : 34 km
- Alès : 71 km
- Valence : 77 km
- Orange : 81 km
- Romans-sur-Isère : 97 km
- Le Puy-en-Velay : 103 km
- Avignon : 108 km
- Mende : 122 km
- Nîmes : 132 km
- Montpellier : 147 km
- Grenoble : 169 km
- Lyon : 177 km
- Marseille : 193 km
- Paris : 639 km

### Communes limitrophes
Lavilledieu est limitrophe de six communes, toutes situées dans le département de l'Ardèche et réparties géographiquement de la manière suivante :

### Hydrographie
L'Auzon traverse le territoire communal depuis sa source dans le plateau du Coiron avant de rejoindre l’Ardèche (rive gauche) à Lanas selon un axe nord sud.

### Climat
Pour des articles plus généraux, voir Climat d'Auvergne-Rhône-Alpes et Climat de l'Ardèche.
En 2010, le climat de la commune est de type climat méditerranéen altéré, selon une étude du CNRS s'appuyant sur une série de données couvrant la période 1971-2000. En 2020, Météo-France publie une typologie des climats de la France métropolitaine dans laquelle la commune est exposée à un climat de montagne ou de marges de montagne et est dans la région climatique Provence, Languedoc-Roussillon, caractérisée par une pluviométrie faible en été, un très bon ensoleillement (2 600 h/an), un été chaud (21,5 °C), un air très sec en été, sec en toutes saisons, des vents forts (fréquence de 40 à 50 % de vents > 5 m/s) et peu de brouillards.
Pour la période 1971-2000, la température annuelle moyenne est de 12,5 °C, avec une amplitude thermique annuelle de 17,6 °C. Le cumul annuel moyen de précipitations est de 988 mm, avec 7 jours de précipitations en janvier et 4,4 jours en juillet. Pour la période 1991-2020, la température moyenne annuelle observée sur la station météorologique de Météo-France la plus proche, « Mirabel Sa », sur la commune de Mirabel à 5 km à vol d'oiseau, est de 13,4 °C et le cumul annuel moyen de précipitations est de 998,1 mm,. Pour l'avenir, les paramètres climatiques de la commune estimés pour 2050 selon différents scénarios d'émission de gaz à effet de serre sont consultables sur un site dédié publié par Météo-France en novembre 2022.

### Voies de communication
Le territoire communal est traversé par la route nationale 102 (RN 102) qui relie l'autoroute A75 à Lempdes-sur-Allagnon vers la route nationale 7 (RN 7) et l'autoroute A7, à Montélimar.

## Urbanisme

### Typologie
Au 1er janvier 2024, Lavilledieu est catégorisée bourg rural, selon la nouvelle grille communale de densité à 7 niveaux définie par l'Insee en 2022.
Elle appartient à l'unité urbaine de Lavilledieu, une unité urbaine monocommunale constituant une ville isolée,. Par ailleurs la commune fait partie de l'aire d'attraction d'Aubenas, dont elle est une commune de la couronne,. Cette aire, qui regroupe 68 communes, est catégorisée dans les aires de 50 000 à moins de 200 000 habitants,.

### Occupation des sols
L'occupation des sols de la commune, telle qu'elle ressort de la base de données européenne d’occupation biophysique des sols Corine Land Cover (CLC), est marquée par l'importance des forêts et milieux semi-naturels (47 % en 2018), en diminution par rapport à 1990 (52,8 %). La répartition détaillée en 2018 est la suivante : 
milieux à végétation arbustive et/ou herbacée (28 %), cultures permanentes (27,6 %), forêts (19 %), zones urbanisées (12,9 %), zones industrielles ou commerciales et réseaux de communication (5,6 %), mines, décharges et chantiers (5,5 %), zones agricoles hétérogènes (1,4 %).
L'évolution de l’occupation des sols de la commune et de ses infrastructures peut être observée sur les différentes représentations cartographiques du territoire : la carte de Cassini (XVIIIe siècle), la carte d'état-major (1820-1866) et les cartes ou photos aériennes de l'IGN pour la période actuelle (1950 à aujourd'hui).

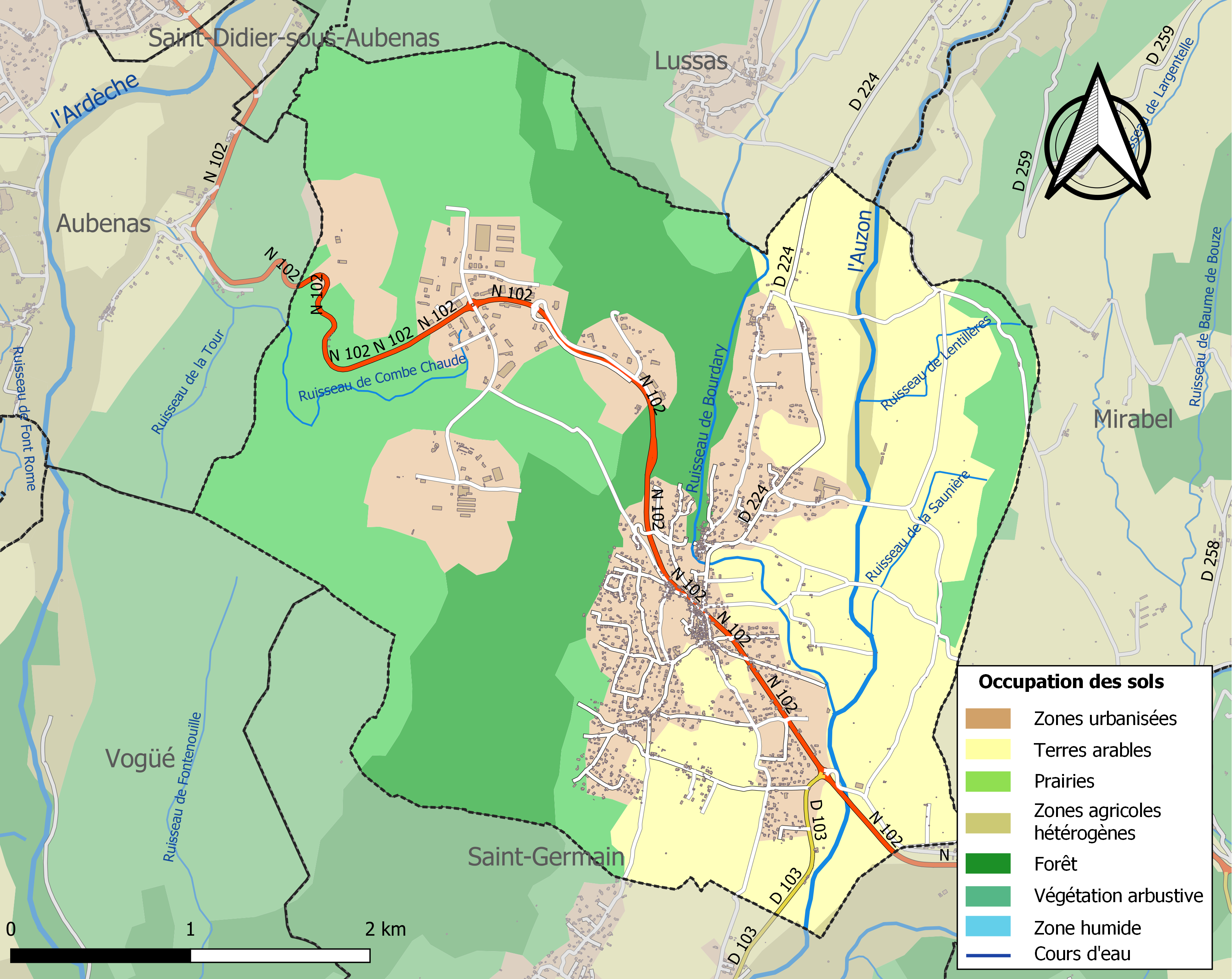
Carte des infrastructures et de l'occupation des sols de la commune en 2018 (CLC).

## Histoire
On retrouve des traces de vie à Lavilledieu depuis le XXIIe siècle av. J.-C. Des dolmens et des sarcophages témoignent d'une population présente sur le site. 
Le hameau de Bayssac, est une ancienne villa gallo-romaine, à l'origine de la commune. En effet, la paroisse de Saint-Martin-de-Bessac est attestée dans un document du Xe siècle. C'est à Bayssac que des religieuses bénédictines venues de l'abbaye Saint-André-le-Haut de Vienne fondent un prieuré. Quelque temps plus tard elles quittèrent Bayssac pour bâtir un couvent à quelques centaines de mètres, sur une petite éminence, cœur du village actuel. Ce couvent est à l'origine du nom de la commune, du latin villa dei, "le domaine de Dieu". Au XVIIe siècle, les moniales s'installèrent à l'intérieur des remparts d'Aubenas où la Maréchale d'Ornano, seigneur de la ville et tante de la prieure de Lavilledieu, construit pour elles un couvent dont demeure la chapelle : le dôme Saint-Benoît. Elles conservèrent des propriétés à Lavilledieu jusqu'à la période révolutionnaire.

Lavilledieu fut le théâtre de la fin tragique de la révolte de Roure dans la nuit du 25 juillet 1670. C'est aux abords du bourg et dans le bois de Mias (vers Lussas) que les paysans révoltés furent attaqués par l'armée royale commandée par le marquis de Castries. Une centaine d'hommes fut tuée.
En août 1944, lors du retrait des troupes d’occupation, des habitants furent exécutés et de nombreuses maisons incendiées par des soldats allemands.

## Politique et administration

### Liste des maires
| Période                                  | Période                          | Identité              | Étiquette    | Qualité |
| ---------------------------------------- | -------------------------------- | --------------------- | ------------ | --- |
| Les données manquantes sont à compléter. |                                  |                       |              | |
| 1792                                     | 1795                             | Martin Sauze          |              | |
| 1795                                     | 1798                             | Jean-Louis Pastré     |              | Cultivateur |
| 1798                                     | 1807                             | Martin Sauze          |              | |
| 1807                                     | 1818                             | Martin Fargier        |              | |
| 1818                                     | 1830                             | François Vernède      |              | |
| 1830                                     | 1848                             | Casimir Lauriol       |              | |
| 1848                                     | 1865                             | Louis Rigaud          |              | |
| 1865                                     | 1870                             | Félix Lauriol         |              | |
| 1870                                     | 18 août 1897 (décès)             | Louis Ernest Roustain | Gauche       | Négociant Conseiller général du canton de Villeneuve-de-Berg (1871-1897)                                                                          |
| mai 1897                                 | décembre 1919                    | Louis Lauriol         | Républicain  | |
| décembre 1919                            | 1924                             | Paul Mounier          | Républicain  | |
| décembre 1919                            | mai 1929                         | Gustave Mounier       | Conservateur | |
| mai 1929                                 | 1932                             | Gustave Auzas         | Républicain  | |
| 1932                                     | mai 1935                         | Victorin Agier        | Républicain  | |
| 19 mai 1935                              | 1936                             | Alfred Bonnet         | Conservateur | |
| 1936                                     | 1941 (révoqué)                   | Charles Auzas         | Conservateur | |
| 1941                                     | 1944                             | Georges Rigaud        |              | Président de la Délégation spéciale, nommé par le Préfet                                                                                          |
| 24 août 1944                             | 27 octobre 1945 (démissionnaire) | Joseph Quercioli      | PCF          | Président du Comité de Libération Élu maire le 18 mai 1945                                                                                        |
| 27 octobre 1945                          | mars 1959                        | Julien Auzas          | SFIO         | Exploitant Agricole |
| mars 1959                                | 28 mars 1965                     | Louis Avond           | SFIO         | Exploitant Agricole |
| 28 mars 1965                             | 18 mars 2001                     | Lucien Auzas          | SFIO puis PS | Agriculteur Conseiller général du canton de Villeneuve-de-Berg (1976-2001) Président du Sidomsa Suppléant du député Jean-Marie Alaize (1988-1993) |
| 18 mars 2001                             | 22 mars 2008                     | Yvon Eyrolet          | PCF          | Agent EDF |
| 22 mars 2008                             | En cours (au 6 août 2020)        | Gérard Saucles,       | UMP puis LR  | Général dans l'Armée de l'air Président du Sidomsa                                                                                                |

## Population et société

### Démographie
L'évolution du nombre d'habitants est connue à travers les recensements de la population effectués dans la commune depuis 1793. Pour les communes de moins de 10 000 habitants, une enquête de recensement portant sur toute la population est réalisée tous les cinq ans, les populations de référence des années intermédiaires étant quant à elles estimées par interpolation ou extrapolation. Pour la commune, le premier recensement exhaustif entrant dans le cadre du nouveau dispositif a été réalisé en 2006.

En 2022, la commune comptait 2 248 habitants, en évolution de +6,89 % par rapport à 2016 (Ardèche : +2,48 %, France hors Mayotte : +2,11 %).
| 1793 | 1800 | 1806 | 1821 | 1831 | 1836 | 1841 | 1846  | 1851  |
| ---- | ---- | ---- | ---- | ---- | ---- | ---- | ----- | ----- |
| 562  | 643  | 638  | 656  | 920  | 946  | 947  | 1 013 | 1 002 |

| 1856  | 1861  | 1866 | 1872  | 1876  | 1881  | 1886 | 1891 | 1896 |
| ----- | ----- | ---- | ----- | ----- | ----- | ---- | ---- | ---- |
| 1 039 | 1 026 | 992  | 1 044 | 1 053 | 1 010 | 933  | 912  | 994  |

| 1901 | 1906 | 1911 | 1921 | 1926 | 1931 | 1936 | 1946 | 1954 |
| ---- | ---- | ---- | ---- | ---- | ---- | ---- | ---- | ---- |
| 926  | 910  | 911  | 720  | 684  | 702  | 704  | 611  | 605  |

| 1962 | 1968 | 1975 | 1982 | 1990  | 1999  | 2006  | 2011  | 2016  |
| ---- | ---- | ---- | ---- | ----- | ----- | ----- | ----- | ----- |
| 543  | 640  | 854  | 930  | 1 264 | 1 430 | 1 752 | 1 949 | 2 103 |

| 2021  | 2022  | - | - | - | - | - | - | - |
| ----- | ----- | - | - | - | - | - | - | - |
| 2 239 | 2 248 | - | - | - | - | - | - | - |

### Enseignement
La commune est rattachée à l'académie de Grenoble.

### Médias
La commune est située dans la zone de distribution de deux organes de la presse écrite :
- L'Hebdo de l'Ardèche

Il s'agit d'un journal hebdomadaire français basé à Valence et couvrant l'actualité de tout le département de l'Ardèche.
- Le Dauphiné libéré

Il s'agit d'un journal quotidien de la presse écrite française régionale distribué dans la plupart des départements de l'ancienne région Rhône-Alpes, notamment l'Ardèche. La commune est située dans la zone d'édition d'Aubenas, Privas et la Vallée du Rhône.

### Culte
La communauté catholique et l'église de Lavilledieu (propriété de la commune) sont rattachées à la paroisse Sainte Marie de Berg et Coiron, elle-même rattachée au diocèse de Viviers.

## Culture locale et patrimoine

### Lieux et monuments

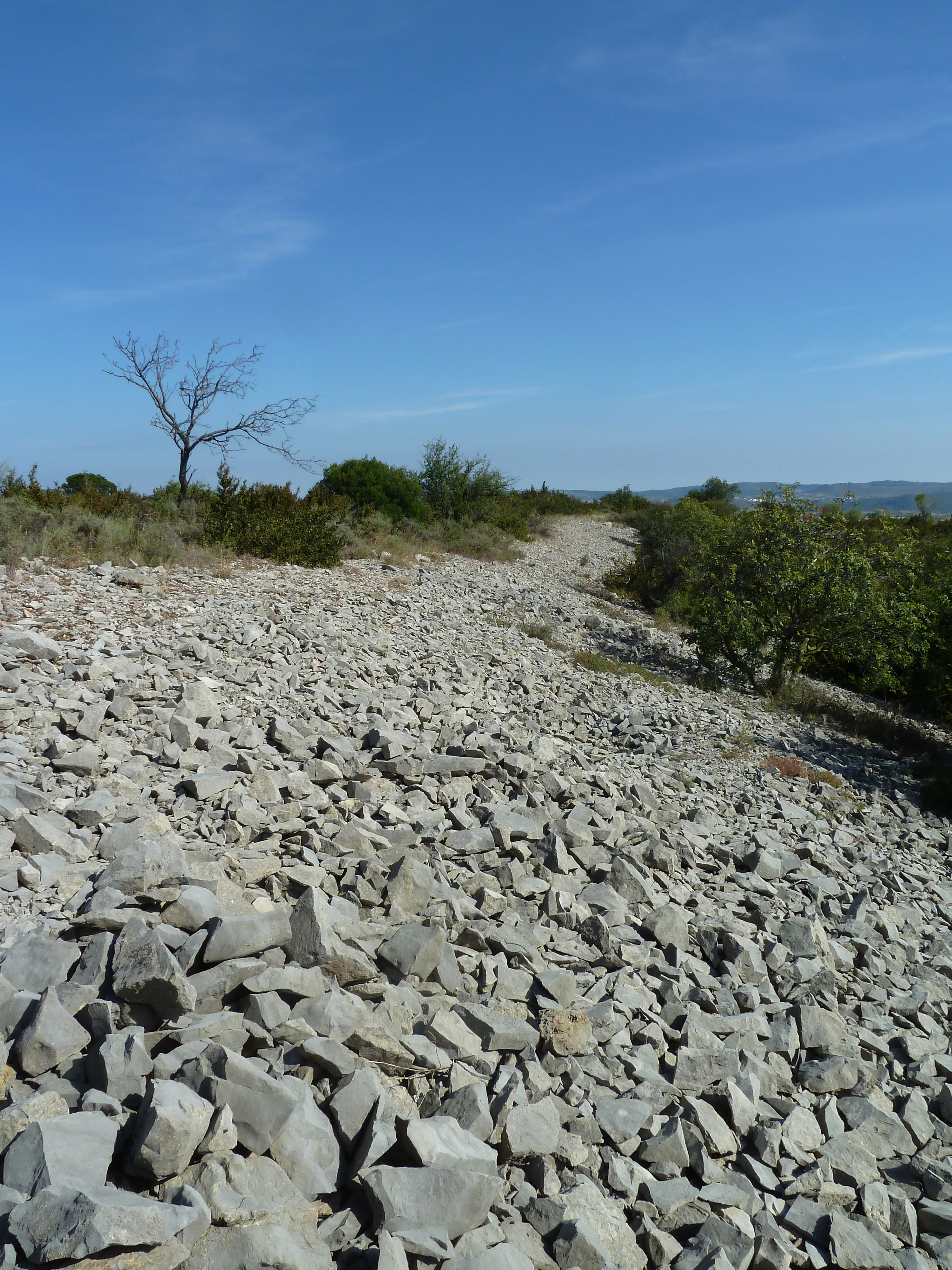
L'oppidum de Jastres-Sud.

- L'église Saint-Martin (rebâtie au XIXe siècle) et son clocher roman.
- La chapelle Notre-Dame-de-Bon-Secours (XIXe siècle).
- Les remparts (XIVe siècle).
- Le couvent a été restauré au XVIIe siècle.
- Oppidum de Jastres-Sud, situé au lieu-dit Devois-Communal  Inscrit MH (1986)[24]

### Lavilledieu et la littérature
- Lavilledieu est le théâtre du roman Soie, d'Alessandro Baricco, qui a inauguré la bibliothèque municipale en 1999.

### Personnalités liées à la commune
- Anthoine du Roure (-1670), petit propriétaire terrien et instigateur de la révolte du Roure en 1670.
- Lucien Auzas (1930-2017), maire de 1965 à 2001, conseiller général de 1976 à 2001, président du Sidomsa de 1976 à 2004, président du SIVOM Olivier de Serres de 1983 à 2001 et suppléant de Jean-Marie Alaize de 1988 à 1993.
- Serge Tekielski, dit Candide (1931-2002), antiquaire originaire de Lyon installé dans une belle maison traditionnelle à Bayssac en 1968, a collecté des œuvres d'art populaire puis a exposé et promu des artistes singuliers (Gérard Lattier, Lena Vandrey, Philippe Dereux etc.) et a enfin créé une maison d'édition (la première à éditer Pierre Rabhi). Son "Petit Musée du Bizarre" a été un lieu phare de l'Art brut et de la décentralisation culturelle.
- Hubert Mounier dont le père était originaire du village, y a vécu et y est enterré.

### Héraldique
| Lavilledieu | Les armes de Lavilledieu se blasonnent ainsi : Tiercé en pairle renversé : au 1er de sable à la grappe de raisin d'argent tigée et feuillée de gueules, au 2e de sinople à la clef d'argent posée en bande, au 3e d'azur à la crosse abbatiale d'argent et au chapelet brochant du même en orle. |